# Alexander Julius Schindler

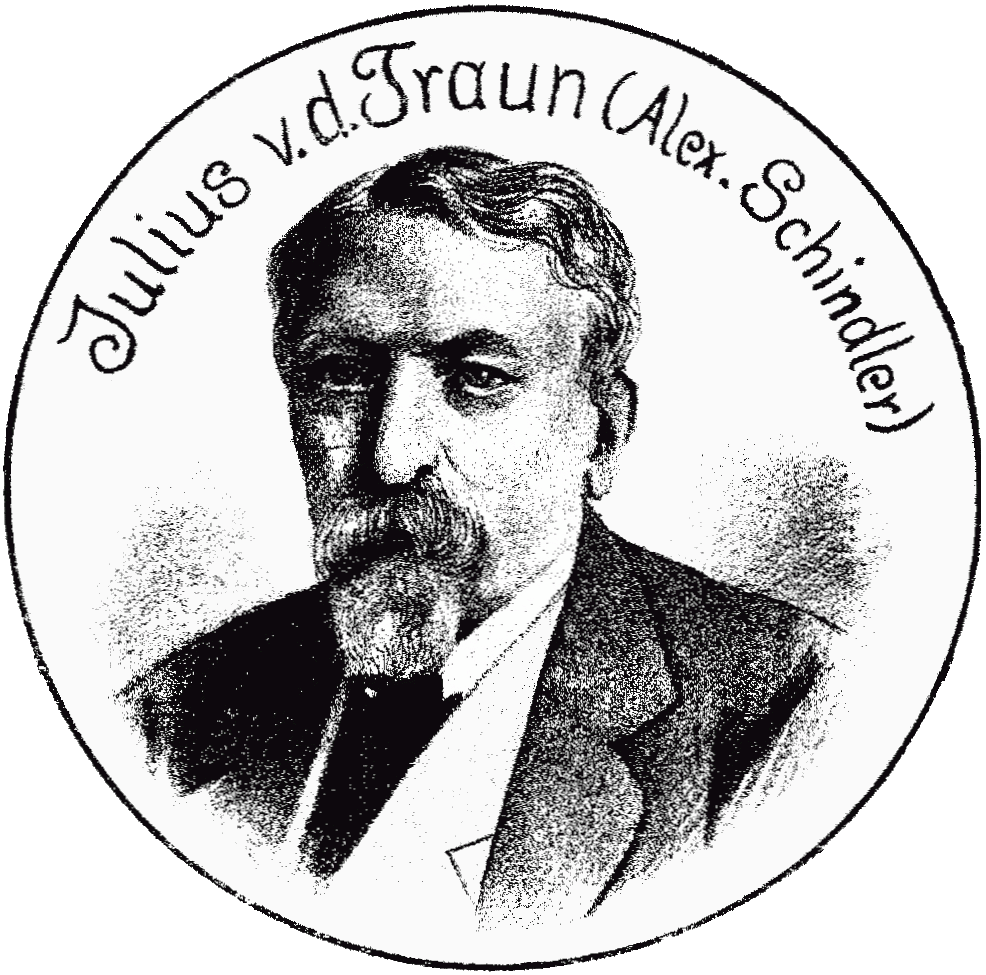
Porträt in Der Floh, Nr. 53 (31. Dezember 1893)

(Alexander) Julius Schindler, Pseudonym Julius von der Traun (* 26. September 1818 in Wien; † 16. März 1885 ebenda) war ein österreichischer Schriftsteller und Politiker.

## Leben

### Ausbildung und frühe Laufbahn (1818–1847)
Schindler stammte aus einer Kaufmanns- und Fabrikantenfamilie. Er besuchte zunächst in Wien das Piaristengymnasium und anschließend das Schottengymnasium. 1833 ging er an die Universität Wien, an der er die philosophischen Jahrgänge absolvierte sowie sich einem Studium der höheren Mathematik, Chemie und Technik widmete. Den Plan das Studium der Medizin aufzunehmen verwarf er mit Blick auf die familiären Gegebenheiten wieder. Im Jahr 1839 hatte er seine Studien zunächst abgeschlossen. Er war wohl bereits während des Studiums zunächst zwei Jahre in der Fabrik seines Vaters in Fischamend tätig, ging anschließend 1838 als Chemiker an eine Fabrik in Steyr. Schindler war zudem seit 1835 auch schriftstellerisch tätig.
Schindler entschloss sich 1839, nachdem sich die familiären Verhältnisse geändert hatten, erneut an die Universität zu gehen. Er nahm jedoch nicht sein früheres Vorhaben, das Studium der Medizin, auf, sondern das Studium der Rechtswissenschaften. In dieser Zeit gehörte er zu einem Künstlerkreis, zu dem auch unter anderen Leopold Kompert und Moritz Hartmann zählten. Daneben gehörte er zur Tafelrunde von Johann Nepomuk Vogl, in der er auf seinen späteren langjährigen Freund Ferdinand Sauter traf. 1843 hatte er sein Studium abgeschlossen und zog 1844 wieder zurück nach Steyr. Dort wurde er Beamter beim Magistrat. Es folgte eine Zeit häufiger Orts- und Anstellungswechsel. 1845 siedelte er nach Gmunden um und wurde Beamter bei der Direktion der Salinenherrschaften. Nachdem er noch 1845 das Dekret zur Ausübung des Zivil- und Kriminalrichteramts erhalten hatte, ging er abermals zurück nach Steyr und wurde Justitiar des fürstlichen Patrimonialgerichts auf Schloss Steyr.

### Zeit des politischen Engagements (1847–1870)
Schindler wurde durch seinen Dienstherren, den Fürsten Gustav Joachim von Lamberg, zur Befassung mit der damals aktuellen Politik gebracht. Dies hatte auch Auswirkung auf die Ausrichtung seiner schriftstellerischen Arbeit. 1847 ging er nach Prag, wo er bis 1848 verblieb. Er arbeitete dort mit Franz Schuselka und Ignaz Kuranda zusammen und gab 1848 die Zwanglosen Blätter für Oberösterreich heraus. Diese beliebte Publikation verhinderte aufgrund ihrer politischen Ausrichtung, nachdem die Patrimonialgerichte aufgehoben waren, eine Tätigkeit im Staatsdienst in Oberösterreich. Er musste infolge seiner politischen Tätigkeiten Oberösterreich schließlich verlassen und wurde 1850 Staatsanwaltsstellvertreter in Leoben, 1852 dann Staatsanwalt in Graz. 1854 wurde er auch aus diesem Amt wegen der Zwanglosen Blätter entlassen.
Schindler ging darauf nach Salzburg. Dort konnte er jedoch keine adäquate Anstellung finden. Daher übersiedelte er 1856 nach Wolfsberg in Kärnten. Dort wurde er beim Grafen Hugo Henckel von Donnersmarck Domänenverwalter. Diese Anstellung verhalf ihm zu einem raschen Aufstieg. Er wurde Rechtsanwalt und Generalbevollmächtigter für die Domänen und Bergwerke der k. k. privilegierten Staatseisenbahngesellschaft im Königreich Ungarn. Als Generalsekretär der Bahngesellschaft konnte er bereits 1859 wieder nach Wien zurückkehren und wurde anschließend Generalsekretär der Versicherungsgesellschaft Vindobona. Außerdem trat er um 1860 als Mitglied der Künstlergesellschaft Die grüne Insel bei.
Schindler blieb weiter in der Politik aktiv. Als 1861 der Reichsrat eingerichtet wurde, konnte er dort einen Abgeordnetensitz erlangen. Der liberale Abgeordnete Schindler wurde aufgrund seiner rhetorischen Gewandtheit und seines Humors sowie aufgrund seines Engagements, unter anderem für die Abschaffung der Prügelstrafe, zu einem der prominentesten und beliebtesten Parlamentarier seiner Zeit. 1862 erlangte er schließlich auch das langersehnte Notariat. Nach nicht ganz zehn Jahren, 1870, verlor Schindler seinen Sitz als Abgeordneter wieder.

### Die letzten Jahre (1870–1885)
Schindler zog sich fast vollständig ins Privatleben auf Schloss Leopoldskron bei Salzburg zurück. Dort widmete er sich wieder verstärkt seiner schriftstellerischen Tätigkeit und empfing regelmäßig Gäste. Zu diesen zählten unter anderen Theodor Storm, Johann Gabriel Seidl oder Franz Stelzhamer. Zudem veranlasste er die Herausgabe der nachgelassenen Werke von Anton Schosser. 1883 verschlechterte sich sein Gesundheitszustand und er musste daraufhin zurück nach Wien übersiedeln, wo er schließlich 1885 starb.

## Publikationen (Auswahl)
- Oberösterreich. Ein Skizzenburg, Grunow, Leipzig 1848.
- Die Rosenegger Romanzen, Gerold, Wien 1852.
- Die Geschichte vom Scharfrichter Rosenfeld und seinem Pathen, Gerold, Wien 1852.
- Theophrastus Paracelsus: Volksdrama in 3 Aufzügen, Kolbe, Berlin 1858.
- Gedichte, 2 Bände, 1871.
- Der Liebe Müh’ umsonst, 1884.
- Der Gebirgspfarrer. In: Deutscher Novellenschatz. Hrsg. von Paul Heyse und Hermann Kurz. Band 21. 2. Aufl. Berlin, [1910], S. 121–156. In: Weitin, Thomas (Hrsg.): Volldigitalisiertes Korpus. Der Deutsche Novellenschatz. Darmstadt/Konstanz, 2016 (Digitalisat und Volltext im Deutschen Textarchiv).